# Silvana Campos
Silvana Campos (11 mei 1966) is een tennisspeelster uit Brazilië.
In 1984 nam Campos voor Brazilië deel aan de Olympische Zomerspelen van Los Angeles. 
Dat jaar speelde ze ook 5 partijen voor Brazilië op de Fed Cup.
In 1985 speelde ze met Luciana Corsato op het dubbeltoernooi van Roland Garros, waarbij ze tot de tweede ronde kwamen.
Campos trouwde in 1990 met de Braziliaans profvoetballer Sócrates.